# Ущелья Ардеша
Ущелья Ардеша (фр. Gorges de l'Ardèche) — ущелья, через которые протекает одноимённая река, известные на местном уровне как «Европейский Великий Каньон». Расположены в департаменте Ардеш во Франции, образуя трёхкилометровый каньон, идущий от коммуны Валлон-Пон-д’Арк до коммуны Сен-Мартен-д’Ардеш. Нижняя часть ущелий служит границей между департаментами Ардеш и Гар. Каньон является историко-археологическим памятником и представляет собой туристическую достопримечательность, которую ежегодно посещает более миллиона человек.
Большая часть каньона находится под охраной заповедника «Ущелья Ардеша» (фр. Réserve naturelle nationale des gorges de l'Ardèche). Каньон включает такую известную достопримечательность, как Пон-д’Арк — природную арку 60 м в ширину и 54 м в высоту. Большая часть каньона недоступна, разве что по воде, поэтому гребля на каноэ и каяках — популярные виды спорта на реке. Ночёвка в кемпинге не допускается, за исключением двух бивачных укрытий.
Клифы являются местом обитания редких птиц, таких как ястребиный орёл. По состоянию на 2013 год в Ардеше было всего две пары, а во всей Франции — не более тридцати.
Люди жили в пещерах в этом районе более 300 000 лет. В ущелье найдено более 2000 пещер, некоторые из них расписаны; самая известная расписная пещера в ущелье — Шове.